# Exploding Television
Exploding Television was een tijdelijke internetzender tijdens het filmfestival in Rotterdam. De zender was een samenwerking tussen de VPRO en het filmfestival Rotterdam. Een enkele kabelmaatschappij had de zender in hun pakket zitten. De zender was in 2006 voor het laatst gezien.